# Web Services Interoperability Technology
Web Services Interoperability Technology (WSIT) ist eine quelloffene Zusammenstellung von Java-Technologien, mit deren Hilfe Webdienste entwickelt und veröffentlicht werden können. Sie ermöglicht Interoperabilität zwischen Java Web Services und Microsofts Windows Communication Foundation.
WSIT wird unter der Common Development and Distribution License vertrieben und ist Teil der Metro-Plattform.

## Bestandteile
Die Web Services Interoperability Technology besteht aus einer Reihe von Java Programmierschnittstellen welche diverse WS-*-Spezifikationen unterstützen. Diese wurden so ausgewählt, dass sie mit den von Windows Communication Foundation unterstützten WS-*-Spezifikationen zusammenpassen und somit die Interoperabilität zwischen den zwei Technologien sichergestellt ist.
Die Web Services Interoperability Technology basiert auf der Java API for XML Web Services (JAX-WS) und Java Architecture for XML Binding (JAXB) und unterstützt somit die Technologien WSDL, SOAP und MTOM und implementiert die folgenden WS-*-Spezifikationen:
Metadata
- WS-Addressing – vereinheitlicht Webservice Adressen und unterstützt verschiedene Kommunikationsprotokolle (neben HTTP).
- WS-MetadataExchange – ist ein Protokoll zur Kommunikation von Metadaten (z. B. WSDL und seine Policies).
- WS-Policy – beschreibt und bearbeitet Anforderungen und Fähigkeiten von Webservice Providern und Verwendern.

Security
- WS-Security – stellt sicher, dass die übertragenen Daten von dritten weder eingesehen noch manipuliert werden können.
- WS-SecureConversation – erweitert die Sicherheitsaspekte für übertragene Daten und beschleunigt sie.
- WS-Trust – ermöglicht die Vergabe, Erneuerung und Validierung von Sicherheitszertifikaten für WS-Security und ermöglicht die Wiederaufnahme von Vertrauensrelationen.
- WS-SecurityPolicy – definiert Mechanismen, welche die Sicherheitsaspekte für Datenübertragungen beschreiben.

Messaging
- WS-Reliable Messaging und WS-Reliable Messaging Policy Assertion – ermöglicht die Wiederaufnahme von Kommunikationen nach Verbindungsabbruch oder fehlerhafter Reihenfolge der Datenpakete.

Transactions
- WS-Coordination – definiert Protokolle zur Koordination von verteilten Applikationen.
- WS-AtomicTransaction – ermöglicht verteilte Transaktionen über Zwei-Phasen-Commit-Protokolle.